# Bengbu
Bengbu (eller Pengpu, Kinesisk skrift: 蚌埠; pinyin: Bèngbù) er en by på præfekturniveau i provinsen Anhui i den centrale del af Folkerepublikken Kina. Den har et areal på n 5945 km², og befolkningen anslås (2004) til 3.469.700. Den er dermed Anhuis tredje største bypræfektur.
Hele 98,9 procent af befolkningen var ved folketællingen i 1999 hankinesere. Én prosent var huikinesere, det vil sige tilhørende det største af landets muslimske minoritetsfolk.

## Administrative enheder
Bengbu består av fire bydistrikter og tre fylker:
- Bydistriktet Bengshan (蚌山区), 83 km², 220.000 indbyggere, administrationscenter;
- Bydistriktet Longzihu (龙子湖区), 162 km², 230.000 indbyggere;
- Bydistriktet Yuhui (禹会区), 125 km², 220.000 indbyggere;
- Bydistriktet Huaishang (淮上区), 232 km², 200.000 indbyggere;
- Amtet Huaiyuan (怀远县), 2.400 km², 1,26 mill. indbyggere;
- Amtet Wuhe (五河县), 1.580 km², 700.000 indbyggere;
- Amtet Guzhen (固镇县), 1.363 km², 600.000 indbyggere.

## Geografi og historie
Byen har i mange århundreder været det centrale transport- og handelscenter for den nordlige del af provinsen Anhui og tilgrænsende områder. Den ligger på en af de kinesiske hovedjernbanelinjer, Jinghubanen, mellem Beijing og de sydlige og centrale strøg af landet. Byen er ellers delt i to af den store flod Huai He, en flod som af nogle betragtes som skellet mellem det nordlige og det sydlige Kina.
Navnet Bengbu, som betyder skalkajen, er et ekko af stedets tidligere betydning som center for fiskeri efter ferskvandsperler. 
I 1948, under den kinesiske borgerkrig, vandt den kommunistiske Folkets Befrielseshær en afgørende sejr over Chiang Kai-sheks nationalistiske (KMT) hærstyrker nær Bengbu, under Huaihaikampagnen.

## Trafik
Byen Bengbu ligger ved den den vigtige jernbanelinje Jinghubanen som går fra Beijing til Shanghai via blandt andet Tianjin, Jinan, Nanjing og Suzhou.